# Midi italien
Midi italien (en russe : Итальянский полдень ou Итальянка, снимающая виноград) est un tableau du peintre russe Karl Brioullov.
À son arrivée en Italie en 1821, Brioullov s'est intéressé à la peinture de genre et à des sujets historiques et religieux en s'inspirant de la réalité qui l'entourait. Le premier travail réussi dans ce genre était sa toile Matin italien réalisée en 1823. À Saint-Pétersbourg, ses contemporains sont impressionnés par l'interprétation originale de l'intrigue et la fraîcheur de l'écriture. Ce tableau intitulé Matin italien, est offert par la société impériale d'encouragement des beaux-arts à Alexandra Feodorovna de Russie, épouse de Nicolas Ier. L'empereur souhaitait avoir une variante du Matin italien et a demande à Brioullov de la réaliser. C'est ainsi qu'est née la toile Midi italien. Cette dernière est réalisée en 1827. Lors de l'exposition qui la présente au public de Saint-Pétersbourg, le peintre a reçu de nombreuses critiques peu flatteuses. Cette critique considérait que le modèle ne correspondait pas à l'idéal classique de la beauté par ses proportions. Brioullov s'en défend, mais deux ans plus tard il quitte la société impériale d'encouragement des beaux-arts dont les idéaux ne sont plus les siens.

## Sujet
Le tableau présente une jeune femme cueillant des raisins sur une vigne. La modèle est une italienne d'allure simple saisie dans un éclairage ensoleillé de midi en Italie. Louis Réau considérait que les portraits intimes, réalisés par Brioullov parfois sous l'influence d'Ingres, avaient des qualités de fraîcheurs et de sincérité séduisantes.

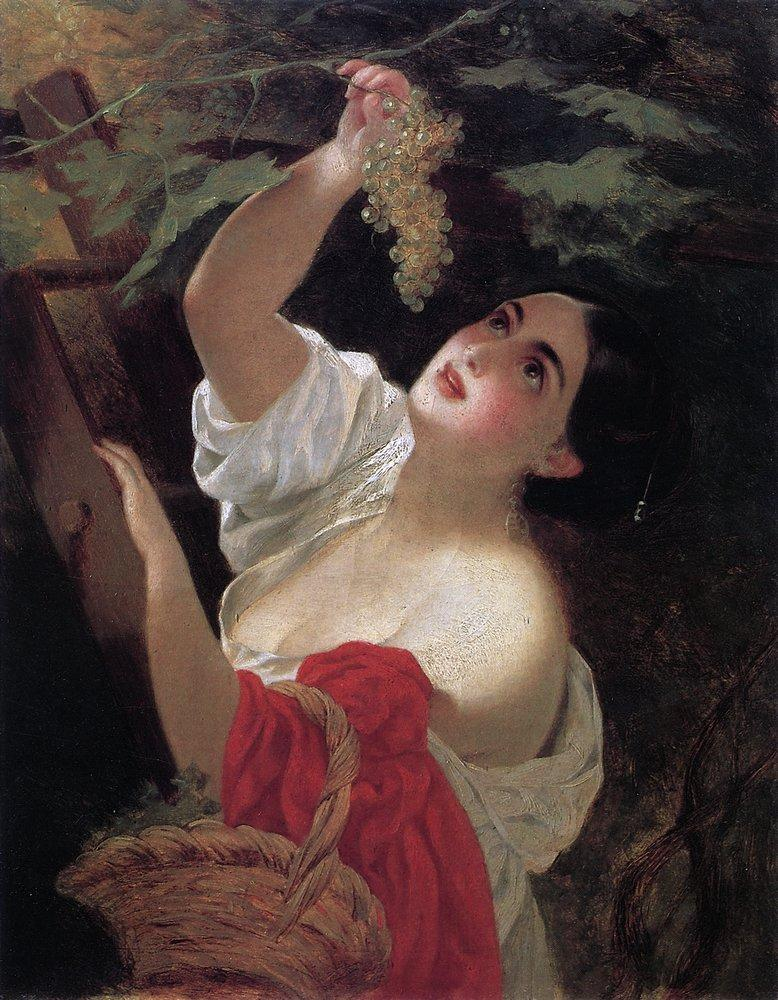
Version de 1831 de Midi italien de Karl Brioullov, Galerie Tretiakov.

## Versions
Une version plus réduite a été réalisée par Brioullov en 1831. Celle-ci est conservée à la galerie Tretiakov.